# Lošonec
Lošonec (in ungherese Kislosonc) è un comune della Slovacchia facente parte del distretto di Trnava, nella regione omonima.